# Receptor D2 de dopamina
O receptor D2 de dopamina, também conhecido por D2R, é uma proteína que, em seres humanos, é codificada pelo gene DRD2.
Não só é o principal receptor da maioria dos medicamentos antipsicóticos, como foi através destes medicamentos que foi identificado em 1975. Na busca pelo mecanismo fisiopatológico da psicose, a equipe procurou identificar os locais que se ligavam ao medicamento antipsicótico haloperidol.
Este gene codifica o subtipo D2 dos receptores de dopamina. Este receptor acoplado à proteína G inibe a actividade da adenilato ciclase, sendo portanto associado à variante Gi. Uma mutação missence neste gene causa distonia mioclónica; outras mutações têm sido associadas com a esquizofrenia.
O splicing alternativo deste gene resulta em duas variantes de transcriptos que codificam diferentes isoformas, D2S (D2-short) e D2L (D2-long).
A variante longa (D2L) funciona como um tradicional receptor pós-sináptico. Já a versão curta (D2S) trata-se de um receptor pré-sináptico, que funciona como um autorreceptor, ou seja, pode aumentar ou reduzir a quantidade de dopamina libertada para o espaço extracelular, dependendo da quantidade presente.

## Funções
A ativação do receptor de dopamina D2S costuma causar queda na liberação de Dopamina e consequentemente uma inibição sob a atividade locomotora. A ativação de seu splicing alternativo, D2L estimula a locomoção. O receptor de dopamina D2 é o principal autorreceptor de dopamina e está envolvido na regulação da cadência de disparos neuronais, síntese de dopamina e liberação de dopamina.
- Dentro do sistema nervoso central os receptores D2 parecem desempenhar diversos papéis, são extremamente envolvidos na via de recompensa e reforço. Isso faz destes receptores, importantes tópicos em pesquisas sobre dependência química.[11][12][13][14] Aparentam também serem de extrema importância para os mecanismos de aprendizado e memória.[15][16] E por fim demonstra ter um papel central em reações psicóticas observadas em esquizofrenia e transtorno bipolar.[17][18]

- Fora do Sistema Nervoso Central apresenta funções como a regulação hormonal, atuando na secreção de prolactina e de aldosterona. Além de regulação hormonal também atua na regulação da função renal junto aos receptores D1 e D4, na pressão sanguínea; vasodilatação; e motilidade gastrointestinal.[19][20][21]

## Mecanismo de sinalização
A classe de receptores D2 produz o efeito inibtório sob a atividade da adenilato ciclase, uma vez que são receptores acoplados à proteína Gαi. A sinalização do receptor D2 pode mediar a atividade da quinase de proteína B, da arrestina beta 2 e do GSK-3, e a inibição dessas proteínas resulta na inibição da hiperlocomoção em ratos tratados com anfetaminas. O recrutamento da arrestina beta é mediada por quinases de proteínas G que fosforilam e inativam os receptores de dopamina após a estimulação. Embora a arrestina beta desempenhe um papel na dessensibilização do receptor, também pode ser essencial na mediação dos efeitos downstream dos receptores de dopamina. Foi demonstrado que a arrestina beta forma complexos com a quinase de proteína ativada por sinais extracelulares (MAP), levando à ativação das quinases reguladas por sinal extracelular. A estimulação do receptor de dopamina D2 resulta na formação de um complexo proteico Akt/Beta-arrestin/PP2A que inibe a Akt por meio da fosforilação da PP2A, desinibindo assim o GSK-3.